# ヴァイパー (女優)
ヴァイパー（Viper、出生名ステファニー・パトリシア・グリーン (Stephanie Patricia Green)、1959年9月12日 - 2010年12月24日）は、アメリカ合衆国のポルノ女優。半身のヘビのタトゥー、ビル・マーゴールドと共同してのFOXEの設立、1991年の失踪で知られる。

## 生い立ち
テネシー州オークリッジで生まれ、ニューハンプシャー州の片田舎で育った。グリーンはアメリカ海兵隊に入隊し、キャンプ･ルジューンに務め、伍長に昇進した。6年後、軍の法規に背いて上官と性的関係を持ったため軍から放逐され、ボルチモアのナイトクラブ「ザ・ブロック」で娼婦兼芸人として1年間働いた。彼女はフィラデルフィアのタトゥー・アーティストでストリート・ギャングのメンバーであるハリー・フォン・グロフからトレードマークとなる「...彼女の左乳首を狙うヘビが彼女の腹を横切って、頭蓋骨で構成されるトラに変形し、クリトリスを噛むヘビとして蘇る」さまを表現したタトゥーを施された。 

## 来歴
1986年、ポルノ業界に参入するためロサンゼルスに移り、影響力を持つポルノ俳優、監督、エージェントのビル・マーゴールドと出会った。彼らは交際を始め、5年間一緒に暮らした。彼女は「ヴァイパー」と名乗り、計70本のハードコアポルノ映画に出演した。デビュー作は『White Trash』、最後の映画は『Erotic Heights』であった。ナチスのスパイを演じた『Mystery of the Golden Lotus』で、1990年AVNアワードの最優秀助演女優賞を受賞した。同僚のポルノ女優ジンジャー・リンが主演した1988年の喜劇映画『バイス・アカデミー』にポルノ映画監督役で出演するなど、数本の一般向け作品にも出演した。
更にポルノ映画出演のオファーを増やすため、1989年8月に豊胸手術を受けた。手術によりバストサイズは34Aから34DDになった。「巨乳を手に入れたい。そうすれば私をバカだと思って、多分皆が私を起用するだろう」と彼女は言った。しかし豊胸後は奇行が目立ち始めた。マーゴルドは豊胸術に起因する統合失調症と診断した。彼が1991年に最後に見た時には拒食症になって痩せこけていた。1991年5月、ヴァイパーは突然消息を絶った。彼女の運転免許証、社会保障カード、出生証明書がアーカンソー州の墓石で発見された。5年間に亘り恋人であったビル・マーゴールドは、二度と彼女に会うことは無かった。ギア誌の記事でマーク・エブナーは、当時彼女が存命で息災であると証言する母親と話したことを語った。

## 死去
2010年12月24日、ポーツマスの地域病院で肺癌により死去。死亡記事によると、彼女はロサンゼルスを離れた後、ニューハンプシャーに戻り、ヘアスタイリストとして働いた後にポーツマス地域病院で採血専門職として働いたと報じられていた。同記事には、海兵隊時代に同僚の海兵隊員と結婚していた事や、ロサンゼルスにクリスティーナという娘がいる事も書かれていた。